# 렌페 730급
렌페 730급(스페인어: Renfe Class 730, S-730)은 2012년 탈고, 봄바디어 트랜스포테이숀에서 탈고 모델을 기초로 발주해 현재는 13편성이 운행하고 있다.

## 개요
현재 알비아 노선으로 운행하고 있으며 비전철화 구간인 무르시아와 갈리시아 지역으로 운행을 위해 렌페가 특별 주문한 차량으로, 기관차가 디젤이나 전기로 전환할 수 있는 하이브리드 기관차로 15편성이 제작되었다. 2009년에 렌페의 발표에 따르면 주문한 렌페 130급 차량 중 15편성을 전기 및 디젤로 호환이 가능한 하이브리드 차량으로 주문을 변경했다.
전철화 구간에서 전기기관차 모드로 고속으로 운행하고 비전철화 재래선 구간에서 디젤 모드로 전환하여 운행한다. 당초 명칭은 렌페 130H급(스페인어: Renfe S130H) 차량으로 현재의 명칭으로 개정되었다. 전철화 구간에서 최고 영업 속도 220km로 운행이 가능하며 비전철화 구간에서 최고 영업 속도 180km로 운행한다. 또한 고속선의 표준궤와 재래선의 광궤를 모두 운행할 수 있는 열차로 고속선에서 최고 영업 속도 250km로 운행이 가능하며 재래선에서 최고 영업 속도 220km로 운행한다.

## 사진

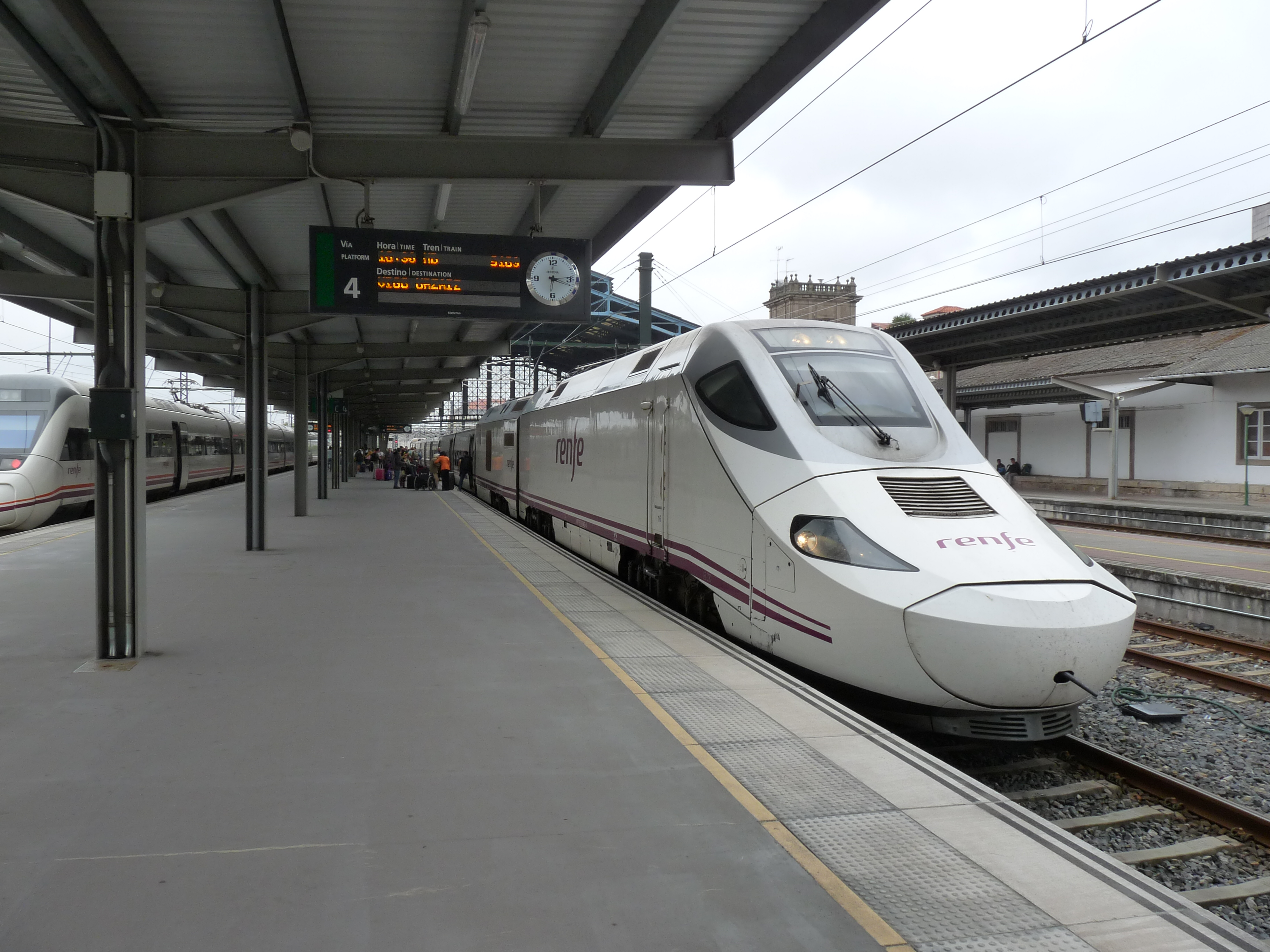
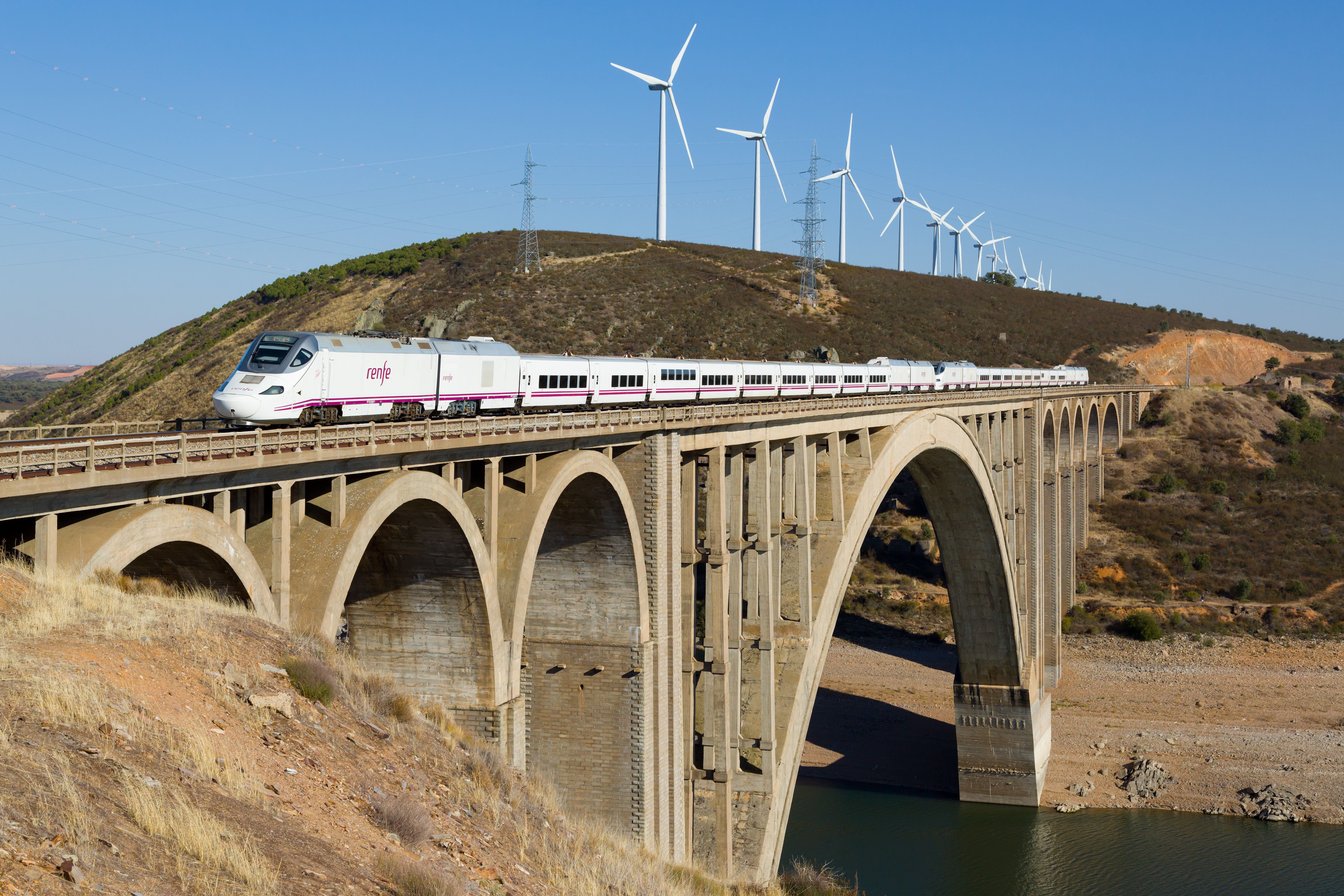
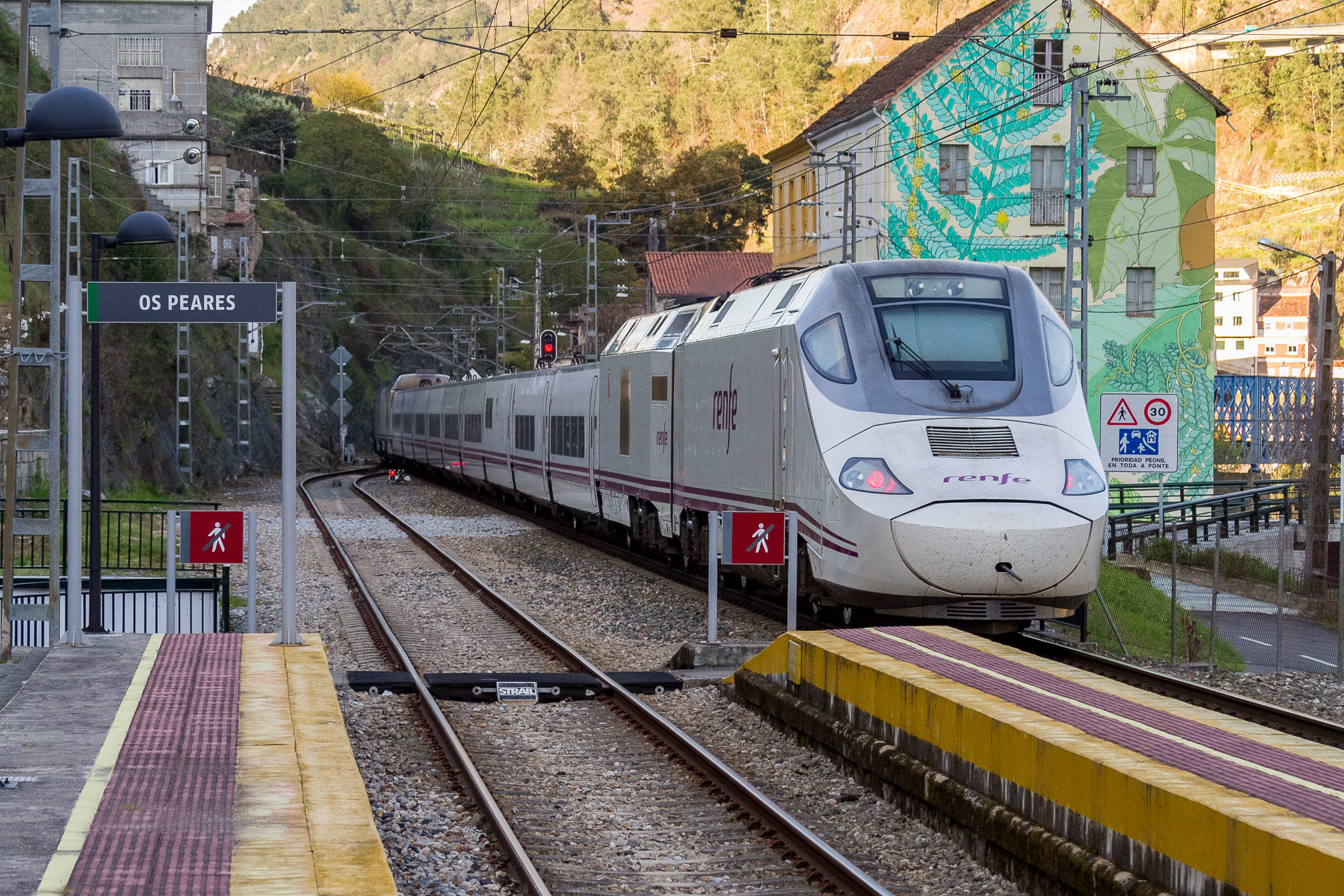

## 사건 및 사고
- 산티아고데콤포스텔라 열차 탈선 사고

## 같이 보기
- 렌페 130급
- 탈고